# Jívoví
Jívoví är en ort i Tjeckien.   Den ligger i regionen Vysočina, i den centrala delen av landet, 140 km sydost om huvudstaden Prag. Jívoví ligger 548 meter över havet och antalet invånare är 300.
Terrängen runt Jívoví är platt. Runt Jívoví är det ganska glesbefolkat, med 43 invånare per kvadratkilometer. Närmaste större samhälle är Velké Meziříčí, 7,9 km sydväst om Jívoví. Trakten runt Jívoví består till största delen av jordbruksmark.